# Yalal ad-Din (kan)
Yalal ad-Din (en tártaro: Cäläletdin, polaco: Dżalal ad-Din) (1380-1412) fue el kan de la Horda de Oro en 1411 y 1412. Fue el hijo del kan Toqtamish. También es famoso por su historia escrita del Imperio mongol.
Después de la muerte de su padre Toqtamish en aproximadamente 1405, Yalal ad-Din huyó a Lituania para buscar ayuda del gran duque Vitautas. En 1410 tomó parte en la batalla de Grunwald, bajo Vitautas contra los caballeros teutónicos. Los aliados infligieron decisivamente una aplastante derrota a la orden militar.
Al año siguiente, con el apoyo de Lituania, derrocó a Temür Qutlugh de la Horda de Oro, y volvió a retomar el trono de Saray al-Jadid, mientras que su otro oponente Edigéi estaba en Corasmia. En algún momento después de 1411 se acuñaron monedas con su nombre. De acuerdo con una crónica rusa, Yalal ad-Din fue asesinado por su hermano Kerimberdi después de su breve reinado.